# Mentor Graphics
Mentor Graphics, Inc (NASDAQ: MENT) — международная корпорация, работающая в области автоматизации проектирования электроники (EDA) для электротехники и электроники. Основана в США в 1981 году, главный офис компании расположен в Вильсонвилле, штат Орегон. Компания насчитывает более 5 900 сотрудников по всему миру, более 100 сотрудников работает в российских офисах в Москве и Санкт-Петербурге. В 2017 году компания была куплена Siemens и теперь называется Siemens EDA.

## Описание
Mentor Graphics выпускает программное обеспечение для большинства направлений проектирования электроники. Данной компании принадлежит лидерство по инвестициям в сфере научно-исследовательских и опытно-конструкторских работ.
Специалисты Mentor Graphics предлагают широкий спектр решений – от компонентов до комплексных платформ:
- проектирование кабельных систем;
- проектирование и синтез ПЛИС;
- функциональная верификация;
- проектирование и моделирование заказных ИМС;
- постпроизводственное испытание микросхем;
- инженерный анализ;
- проектирование печатных плат;
- высокоуровневый синтез систем на кристалле;
- системный уровень проектирования;
- встраиваемое программное обеспечение;
- предпроизводственная подготовка печатных плат;
- микроэлектромеханические системы (МЭМС);
- транспортные системы и интернет вещей (IoT).

## САПР
Технологии проектирования и моделирования Mentor Graphics давно завоевали популярность среди российских специалистов, поскольку предоставляет современные комплексные технологии для проектирования и моделирования электронных систем и оборудования.
В области разработки микропроцессоров, видео и сетевых контроллерах, систем-на-кристалле Mentor Graphics имеет уникальные решения в области создания цифрового двойника и моделирования технологических процессов. Многие лидеры цифрового мира, такие как Samsung, Apple, ZTE, Huawei, Google, Facebook, являются крупными потребителями специализированных решений Mentor Graphics. Такие решения, как правило, функционируют как специализированный центр обработки данных, поддерживающий групповую работу, удалённое администрирование, и построение полных цифровых двойников как самих процессоров, так и их производства.

### Xpedition Enterprise
Одним из самых востребованных продуктов Mentor Graphics на отечественном рынке является платформа Xpedition. В различных модификациях (PADS Professional или собственно Xpedition) эта платформа для проектирования печатных плат используется при проектировании сложной электроники. Основные элементы включают:
- разработка многоплатных проектов;
- проектирование в 3D (Rigid Flex, Collision-DRC);
- приёмы по ускорению создания проектов (режимы трассировок, иерархически группы);
- сквозное проектирование и коллаборация (ECAD/MCAD/PDM);
- валидация и верификация проекта в HyperLynx;
- технологичность производства и пригодность для испытаний (DFT/DFM);
- разработка аппаратных средств (Hardware Design);
- функционал коллективной работы и управления проектным процессом (Electronic Data Management).

После приобретения компанией Siemens появляются релизы формирующие единую бесшовную цифровую среду для механиков, инженеров-электронщиков, конструкторов, технологов и управляющих.

### HyperLynx
HyperLynx включает единую программную среду с возможностями анализа целостности сигналов и питания, 3D электромагнитный решатель и ускоренный контроль правил разработки. HyperLynx функционален и удобен для проектирования высокоскоростных плат, так как работает на основе мощных решателей и предоставляет возможности быстрого, интерактивного и комплексного анализа в пакетном режиме.
Высокоскоростные платы сильно различаются по размеру, количеству слоёв, плотности трассировки, скорости передачи сигналов, типом кристалла, а также системой питания. В отличие от других САПР, где под каждый вид анализа предлагается использовать отдельное приложение со своим интерфейсом, HyperLynx позволяет в едином интерфейсе проводить 2D/3D-анализ целостности сигналов и питания. У пользователей есть возможность промоделировать критический последовательный канал за одну минуту, а затем переключиться на анализ развязки для сложных распределённых цепей питания.

### Veloce Strato
Уникальным решением является система Veloce Strato, предлагаемая компанией Mentor Graphics которая позволяет повысить скорость моделирования в несколько раз при одновременном повышении его точности.
Суть аппаратной эмуляции заключается в том, что исходный код процессора компилируется непосредственно в оборудование на основе заказных СБИС, что позволяет верифицировать работу будущей разработки на частоте, близкой к рабочей. Система Veloce Strato поддерживает также так называемую внутрисхемную эмуляцию с помощью которой можно верифицировать разработку в её реальном окружении на одной или нескольких печатных платах. В настоящее время Veloce поддерживает проекты с количеством до 15 миллиардов элементов и полностью реализует концепцию централизованного расчётного ресурса с возможностью организации коллективного доступа для российских предприятий, специализирующихся в области разработки сложных цифровых интегральных схем различного применения.

## Публикации
Статьи по программному продукту Mentor HyperLynx 
Моделирование в программном пакете Mentor HyperLynx